# ميكروماتة دارلنغية
ميكروماتة دارلنغية (الاسم العلمي: Micrommata darlingi) هي نوع من العنكبوتيات تتبع جنس الميكروماتة من فصيلة العناكب الصيادة.